# سلسلة السيولة
سلسلة السيولة هي سلسلة كتب من تأليف عالم الاجتماع البولندي زيجومنت باومان (1925-2017)، تتناول ظاهرة الحداثة، معرفا إياها بأنها حداثة صلبة وهي مرحلة سابقة من سيادة العقل على كل شيء، وظاهرة ما بعد الحداثة التي وصفها بأنها حداثة سائلة وهي حسب رؤيته مرحلة نعيشها حاليا من تفكك المفاهيم الصلبة والتحرر من الحقائق والمفاهيم والمقدسات، تتكون السلسلة من ثمانية كتب، تبدأ بكتاب الحداثة السائلة الذي صدر في عام 2000م وتتفرع منه سبعة جوانب طالتها السيولة، وهي «الحياة، والحب، والأخلاق، والأزمنة، والخوف، والمراقبة، والشر».

## مفهوم السيولة
يصف باومان في تقديمه للنسخة العربية السيولة بأنها حالة مستمرة من إذابة وتمييع مجموعة كبيرة ومتنوعة من الكيانات التي تستمد بقائها واستمراريتها من داخلها بشكل ثابت، وهي البنى الاجتماعية، والروابط الإنسانية، والنماذج السلوكية، والأخلاق والقيم وما إلى ذلك، وتكون إذابتها عن طريق التحديث المستمر لها، التحديث الوسواسي القهري الإدماني لها حسب وصفه، الذي لا يجعل هناك حالة نهائية في الأفق، ولا هدف نسعى للوصول إليه.

## الحداثة السائلة
الحداثة السائلة هي مصطلح أطلقه عالم الاجتماع زيجمونت باومان للوضع الحالي للعالم على النقيض من الحداثة «الصلبة» التي سبقتها. وفقًا لبومان، فإن الانتقال من الحداثة «الصلبة» إلى الحداثة «السائلة» خلق بيئة جديدة وغير مسبوقة لمساعي الحياة الفردية، حيث واجه الأفراد بسلسلة من التحديات التي لم يسبق لها مثيل من قبل. لم يعد لدى الأشكال والمؤسسات الاجتماعية الوقت الكافي لتوطيدها ولا يمكن أن تكون بمثابة أطر مرجعية للأعمال البشرية وخطط الحياة طويلة الأجل، لذلك يتعين على الأفراد إيجاد طرق أخرى لتنظيم حياتهم.